# Stefan Theuerkauf
Stefan Theuerkauf (30 de junio de 1971) es un deportista alemán que compitió en vela en la clase 470. Ganó una medalla de plata en el Campeonato Europeo de 470 de 1993.

## Palmarés internacional
| \| Campeonato Europeo \| Campeonato Europeo \| Campeonato Europeo \| Campeonato Europeo \| \| Año \| Lugar \| Medalla \| Clase \| \| ------------------ \| ---------------------- \| ------------------ \| ------------------ \| \| 1993 \| Breitenbrunn (Austria) \| Medalla de plata \| 470 \| |                        |                  |       |
| Campeonato Europeo |                        |                  |       |
| Año | Lugar                  | Medalla          | Clase |
| 1993 | Breitenbrunn (Austria) | Medalla de plata | 470   |